# Bokor Imre (ezredes)
Bokor Imre (Kispest, 1930. június 19. – 2023. január 1.) nyugalmazott mérnök ezredes, egyetemi tanár, katonai rádióelektronika szakterületen a hadtudományok doktora. A Kádár-korszakban 1989-es nyugdíjazásáig a Magyar Néphadsereg tisztje, az MSZMP-be – pozíciója ellenére – nem lépett be. A közvélemény előtt 1989-ben kiadott Kiskirályok mundérban című könyv szerzőjeként vált ismertté. Könyve miatt a hadseregből nyugdíjazták, a rendszerváltás után az írást folytatva, műkedvelő történelemkutatóként újabb történelmi-politikai tárgyú, széles olvasóközönségnek szánt könyveket írt. A 2000-es évektől publikációi nyers hangvételükkel, témájukkal, irányultságukkal a nemzeti radikális, szélsőjobboldali lapokban találtak utat maguknak.

## Kiskirályok mundérban (1989)
Könyve a Kádár-korszakban a Magyar Néphadsereg katonai vezetésének súlyos visszásságait mutatta be. Ez a Czinege Lajos hadseregtábornok vezetése alatti időszakot jelenti, aki 1960–84 között a Magyar Népköztársaság honvédelmi minisztere, 1984–87 között a Minisztertanács elnökhelyettese volt. A könyv hatására 1989. október 18-án országgyűlési vizsgálóbizottságot állítottak fel a könyvben írt törvénytelenségek kivizsgálására.[5] A visszaélések számos katonai vezető felelősségét felvetették, végül a vizsgálat egyetlen következményeként a kialakult helyzet nyomására Czinege lemondott hadseregtábornoki rendfokozatáról, és nyugdíjazását kérte.
Bokor Imrét könyve megjelenésekor azonnal nyugdíjazták a hadseregből. Bokor szerint a vezérkari főnök, Pacsek József a hadsereg bomlasztásával vádolta, és hogy könyvével fegyvert ad a (rendszerváltáskori) ellenzék kezébe.
A 2000-es évektől több radikális-alternatív történelemszemléletű publikációt jegyzett, melyek magukat „nemzeti radikálisként” meghatározó internetes újságokban jelentek meg. Elnöke a Magyar Justitia Bizottság néven működő civil csoportnak.
2005-től számos formában publikálta Király Béla katonatiszt életútjának részletes és éles kritikáját tartalmazó cikkeit, melyekben többek között politikai szélhámosnak és dezertőrnek nevezte Királyt. Király Béla ezt követően beperelte Bokor Imrét a róla írtak miatt.
Bokor Imre 2006-ban aláírója volt egy Orbán Viktort támogató civilek által írt nyílt levélnek.

## Király kontra Bokor per (2008)
Király 2008-ban beperelte jó hírnév megsértéséért Bokor Imrét A Király meztelen c. írása, valamint egy könyvkiadót egyik kötetében Bokor által jegyzett „Tisztelt Szerkesztőség” kezdetű olvasói levél miatt. Miután Bokor Imre benyújtotta a bíróságnak cikkének állításait megvédő válaszanyagát, Király ügyvédje a per szüneteltetését, és ehhez Bokorék hozzájárulását kérte, azzal, hogy félév után a felperes keresete automatikusan megszűnik. Bokorék azon feltétellel járultak hozzá a per szüneteltetéséhez (és lényegében a megszüntetéséhez), hogy jegyzőkönyvbe veszik: a felperes indítványozta a kérést. Így is történt: a felperes által indított per a szüneteltetési időtartam leteltével megszűnt. A per kimeneteléről sem a nagy, sem a kisebb online médiumok nem adtak hírt, arról csupán Bokorék tettek elérhetővé utólagos információkat.
Bokor cikkbeli állításaira sem a politika, sem a politikai sajtó, sem a történész szakma nem reagált.

## Katonai pályája
1948-tól katona, 1952-57-ig fiatal tiszthallgatóként katonamérnöki tanulmányokat folytatott a Szovjetunióban, Leningrádban, a Híradó Mérnöki Akadémia hallgatójaként. Az 1956-os forradalom és szovjet beavatkozás idején társaival Leningrádban, a Petőfi és Szabad Európa rádiót hallgatva figyelték a magyarországi eseményeket. Kezdetben a szovjet kormány magyar politikai vezetésnek szánt tudatos dezinformációjával összhangban a szovjet újságokban és rádióban is engedékenyebb hangú közlemények tudósítottak: szűkszavúan nem ellenforradalmat, hanem fegyveres felkelést és felkelőket emlegettek, akik csoportokba verődve, fegyverrel a kezükben, akarják rákényszeríteni – a személyi összetételében gyakran változó kormányt – követeléseik teljesítésére.
1957-ben hazatérve a legkorszerűbb fegyvernemnek számító rakétadandárhoz került. Műszaki őrnagyként első főmérnöke (parancsnokhelyettes) lett az 1962 tájékán formálódó a hadműveleti-harcászati rakétadandárnak (a Magyar Néphadsereg elit alakulatának számító, legjelentősebb magasabb egysége volt). Bokor Imre az első három évben vezette a technikai szolgálatot. Ottani tapasztalatai alapján írta és védte meg kandidátusi disszertációját. Az 1980-as évekig elérte az ezredesi rangot. A Zrínyi Miklós Katonai Akadémián 1965–67 között elektronikai tanszékvezető, 1975–89 között a rádióelektronikai harc tanszékvezetője volt. Munkája során többször járt a Szovjetunióban. A katonai karrierje mellett a tudományos életben is egyre magasabb tudományos fokozatokat; doktor, kandidátus, egyetemi tanár, hadtudományok egyetemi doktora címeket szerzett.
Bokor, saját elmondása szerint a Kádár-korszak hivatásos tisztjeivel szembeni politikai elvárásnak ellentmondva a Szovjetunióban, a Híradó Mérnöki Akadémia elvégzését követően megtagadta az MSZMP-be való belépést, mely talán az egyedüli eset volt a Néphadsereg történetében. A Kádár-korszak 80-as éveiben Budapest VII. Kerületi Tanácsának a tagja volt.

## Irodalmi művei

### Katonai szakkönyvei
- Imre Gábor, Dr. Bokor Imre: A katonai vezetés időszerű kérdései, 1975
- Honvédelem 1969/10., 1969
- Tóth Lajos, Dr. Kovács József: Katonai értelmező szótár, 1972
- Szemelvények VII., Katonai rövidítések szótára, 1987
- Új kihívás, 1987
- Rádióelektronikai harc korunk háborúiban, 1989

Hadtudományi doktori értekezése
- Az összfegyvernemi hadsereg rádióelektronikai harcának fejlődése a rádió elektronikai eszközök és rendszerek korszerűsítésének függvényében (1983)

### Történelmi, politikai tárgyú könyvei
- Kiskirályok mundérban (Új Idő, Budapest, 1989, ISBN 9630272792)
- Vörös vírus, (magánkiadás, 1996)
- Józsa Péter, dr. Bokor Imre: Jobb Jövő, 1996
- Kik, hogyan, és miért nyúvasztották ki Sztalint? (Heraldika, Budapest, 1999 · ISBN 9639204064)
- A választás előtt egy évvel, 1997
- A XXXVII. Magyar Találkozó krónikája, 1998
- Leleplező, 2006/3.

### Publicisztikái
- A katonai erények dicsérete, avagy „A király meztelen!” (2005)  Archiválva 2018. január 4-i dátummal a Wayback Machine-ben
- Prof. dr. Bokor Imre: Egy elfogult magyarságellenes véleménye és annak kritikája  Archiválva 2016. november 29-i dátummal a Wayback Machine-ben

Társszerzőként:
- Az 1956-os szovjet katonai intervencióról – A Justitia Bizottság tényfeltáró és elemző vizsgálati anyaga